# Sandia National Laboratories

Logo der Sandia National Laboratories (SNL)

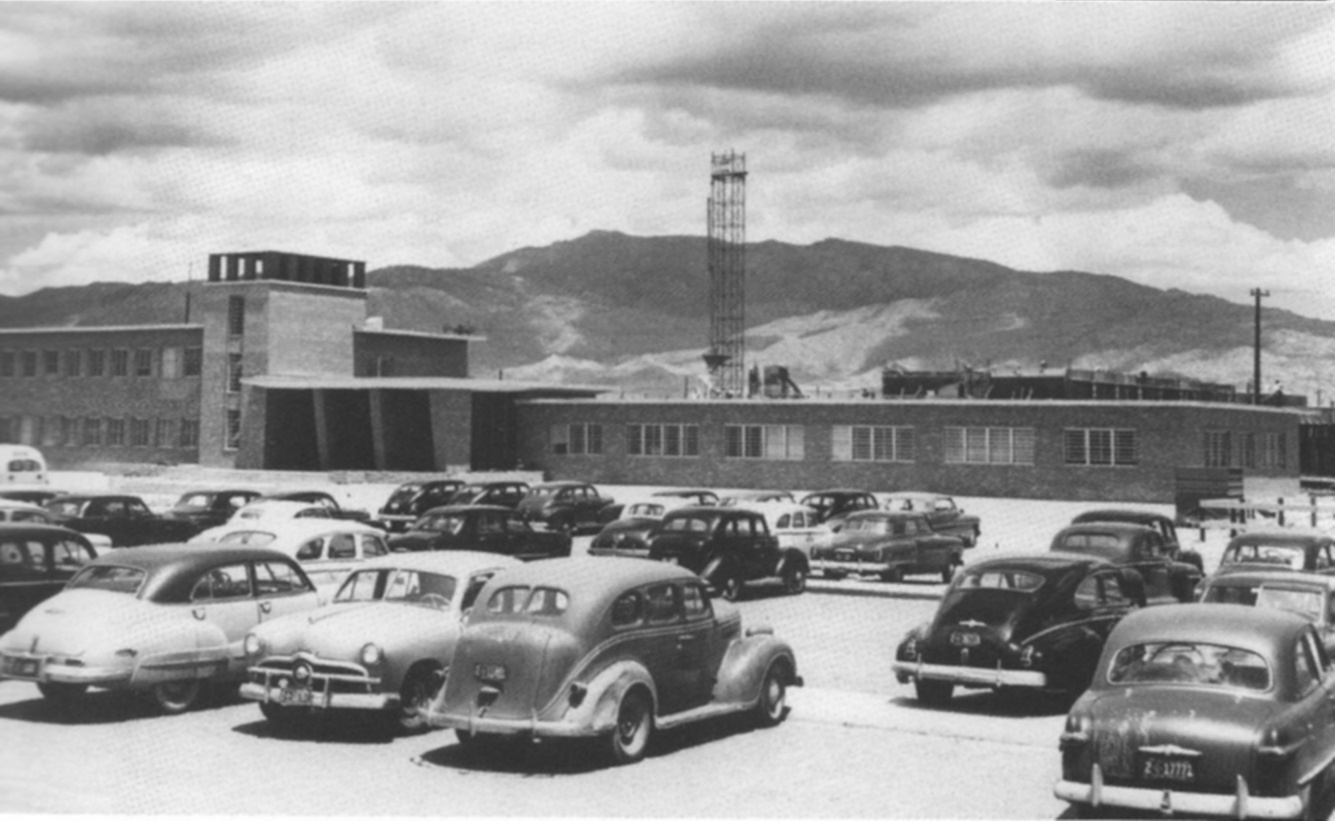
Building 800, fertiggestellt 1949, Aufnahme von 1951

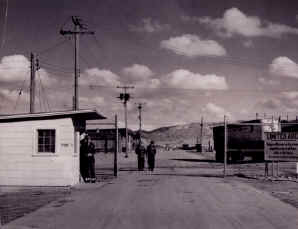
Der Eingang in den späten 1940er-Jahren

Die Sandia National Laboratories (SNL) – kurz Sandia – sind eine 1948 gegründete US-amerikanische Forschungs- und Entwicklungseinrichtung, welche dem nationalen nuklearen Sicherheitskomplex der USA dient.

## Aktivitäten
Die Hauptaufgaben ist heute die Forschung und Entwicklung, teilweise Herstellung und speziell das Testen von nichtnuklearen Komponenten, Modulen oder Geräten für das strategische und taktische Arsenal (d. h. auch NATO, siehe B61) zur weiteren Integration zusammen mit den anderen Laboren. Sandia ist ebenso für die Sicherheit der Waffen verantwortlich, z. B. hat es die Permissive Action Link (PAL) Technologie entwickelt. 
Die Endmontage – einschließlich der Demontage und Vernichtung außer Betrieb gestellter Waffen – findet seit Jahrzehnten bei Pantex statt. Früher war Sandia auch für die Überwachung der Lagerbestände verantwortlich.

### Standorte
Sandia hat Labore und Büros an mehreren US-Standorten, mit den Hauptstandorten in Albuquerque, New Mexico und Livermore, Kalifornien. Ebenfalls betreiben die SNL den Raketentestplatz Kauai Test Facility auf der Insel Kauaʻi (Inselkette Hawaii). 

### Forschung
SNL betreibt verschiedene Forschungsanlagen, wie z. B.
- die Supercomputer ASCI Red und Red Storm,
- die Z-Maschine, die größte Röntgenquelle der Welt.

Zudem entwickelte das SNL suborbitale Forschungsraketen wie die Strypi und STARS, die zur Systemerprobung von ballistischen Waffen- und Raketenabwehrsystemen dienen.

## Geschichte und Organisation
Bevor die Vereinigten Staaten offiziell in den Krieg eintraten, pachtete die US-Armee in der Nähe eines Flughafens in Albuquerque Land, bekannt als Oxnard Field, um Flugzeuge der Armee und der US Navy zu warten. Im Januar 1941 begannen die Bauarbeiten auf der Albuquerque Army Air Base, die gegen Ende des Jahres zur Gründung der Bombardier School-Army Advanced Flying School führten. Bald darauf wurde es in Kirtland Field umbenannt, nach dem frühen Militärpiloten der Armee, Colonel Roy C. Kirtland, und Mitte 1942 erwarb die Armee Oxnard Field. Während der Kriegsjahre wurden die Einrichtungen weiter ausgebaut und Kirtland Field diente als große Trainingsanlage der Army Air Forces.
Im Juli 1945 wurde der Vorläufer der heutigen Sandia National Laboratories, bekannt als Z Division, in Oxnard Field gegründet, um die zukünftige Waffenentwicklung, Tests und Bombenmontage für den Manhattan Engineer District (MED) zu übernehmen. Sandia war damals Teil von Los Alamos, welches von der University of California (UC) betrieben wurde. 
1947 wurde das gesamte Eigentum der Z Division sowie das Personal an die neue Leitorganisation, die United States Atomic Energy Commission (AEC) übertragen. Nicht übertragen wurde die Sandia Base, welche erst ab 1971 mit der Kirtland Air Force Base (AFB) vereint wurde. 
1948 wurde die Z Division zu Sandia Laboratory und ein Betreiberwechsel folgte bald. 
Ab 1949 wurde das Labor durch die Sandia Corporation als hundertprozentige Tochter der Western Electric Company (bzw. AT&T und dort Bell Systems) gegründet und verwaltet. Es war US-Präsident Harry S. Truman, der Sandia von der AEC der AT&T als Betreiber anvertraute. 
Ein zweiter Standort wurde 1956 im kalifornischen Livermore Valley eröffnet. 
Im Jahr 1979 machte der Kongress Sandia zu einem nationalen Labor des Energieministeriums (DOE). 
1993 wurde die Sandia Corporation eine hundertprozentige Tochtergesellschaft von Martin Marietta (später Lockheed Martin). 
In dem Jahr 2017 übernahm die National Technology and Engineering Solutions of Sandia, LLC, eine Tochtergesellschaft von Honeywell International, die Leitung von Sandia National Laboratories (SNL).
Nach eigenen Angaben arbeiten (Stand 2017) mehr als 12.000 Personen im Labor.